# Loge Zu den drei Rosenknospen
Die Loge „Zu den drei Rosenknospen“ ist eine Freimaurerloge mit Sitz an der Yorckstraße 62 nahe dem Rechener Park in Bochum. Sie gehört zur Großloge der Alten Freien und Angenommenen Maurer von Deutschland.

## Geschichte
Die Loge wurde auf Veranlassung von Friedrich August, Herzog von Braunschweig-Lüneburg, am 12. Dezember 1785 als Deputationsloge der Loge Zum Goldenen Schwerdt zu Wesel gegründet. Die Gründung stand im Interesse der Großen National-Mutterloge Zu den drei Weltkugeln, die von Friedrich Augusts Onkel Friedrich dem Großen 1740 in seinem ersten Regierungsjahr gegründet worden war, der seinen Einfluss auf Offiziere, Bürger und Beamte festigen wollte.
1788 zählte die Loge 29 Mitglieder. Der erste Meister vom Stuhl war der königliche Bergassessor Franz Grollmann. 1804 besaß die Loge 63 Mitglieder, darunter 13 aus Bochum. Konrad von der Leithen, ansässig auf Haus Laer und Abgeordneter des preußischen Landtags, war Meister vom Stuhl.
Der Arzt Carl Arnold Kortum berichtete im Jahre 1790 „Es ist eine berühmte Freimaurerloge in dieser Stadt. Sie führt den Namen ‚Zu den drei Rosenknospen‘ und besteht gegenwärtig aus einigen vierzig würdigen Mitgliedern, wozu viele Auswärtige gehören...“
Während der Franzosenzeit wurde die Loge am 13. Februar 1813 geschlossen. Nach der Völkerschlacht bei Leipzig und der Befreiung Bochums am 11. November 1813 blieb die Loge noch bis zum 24. April 1817 geschlossen.
1840 hatte die Loge 50 Mitglieder, davon 17 aus Bochum. Versammlungsort war das Lokal des Bruders Menke an der Wittener Straße, ab August 1846 der Gasthofbau der Witwe Wulf in der Nähe des Rathauses. Meister vom Stuhl war Eduard Natorp (1801–1863), Justizkommissar in Bochum und späterer Landtagsabgeordneter.
1874 gab es 100 aktive Mitglieder. Der Umbau und Ausbau eines eigenen Logenhauses in der Humboldtstraße 14 war am 25. September 1876 abgeschlossen. Bis vor den Ersten Weltkrieg stieg die Mitgliederzahl auf 150. Zu den Mitgliedern zählte der Grubenlampenfabrikant Wilhelm Seippel (1832–1906). In der Zeit des Nationalsozialismus kam es 1935 zur Liquidation der Loge; das Vermögen wurde von der Gestapo beschlagnahmt. Das Logenhaus selbst wurde bei einem Luftangriff zerstört.
Am 6. April 1948 konnte die Loge ihre Arbeit wieder neu aufnehmen. Durch den Zusammenschluss der 1920 gegründeten Loge Eiche auf roter Erde in Herne, der 1923 gestifteten Loge Helweg und der Loge Zu den drei Rosenknospen zählte man 100 Mitglieder, die sich in Herne trafen. 1967 wurde die Loge unter Meister vom Stuhl Jochen Tomaschewsky (1924–2015) in die Räume der Gesellschaft Harmonie in der Gudrunstraße 9 verlegt. 1972 wurde das Haus an der Yorckstraße 62 erworben, in dem die Loge heute ihren Sitz hat.

## Website
- Website